# Marsz Szlakiem I Kompanii Kadrowej
Marsz Szlakiem I Kompanii Kadrowej – marsz na historycznym szlaku bojowym I Kompanii Kadrowej formacji utworzonej w sierpniu 1914 przez Józefa Piłsudskiego; prowadzi z krakowskich Oleandrów do Kielc.

## Historia

### Okres Międzywojenny

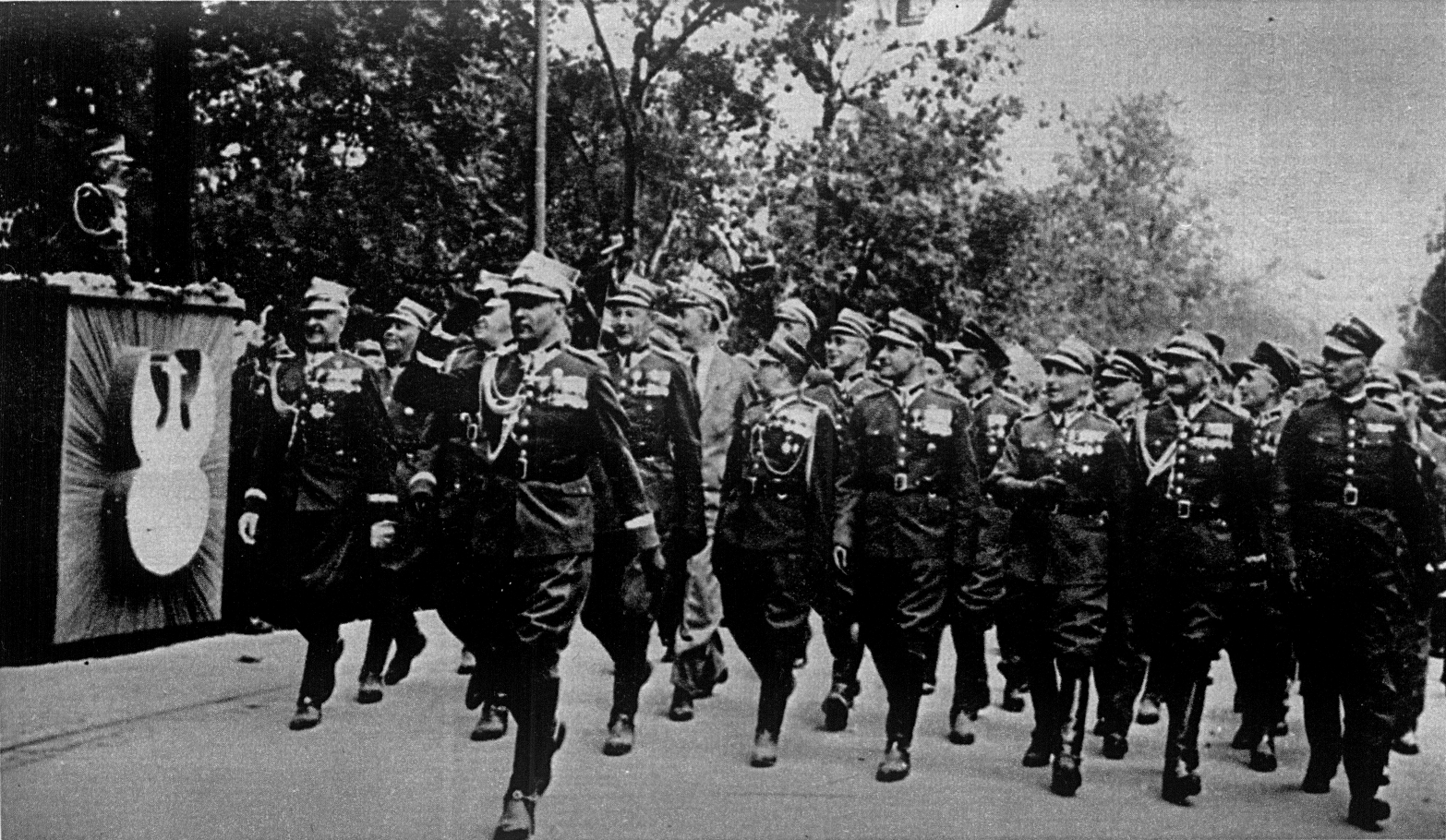
Żołnierze Pierwszej Kadrowej defilują przed marszałkiem Edwardem Rydzem-Śmigłym na Błoniach krakowskich 6 sierpnia 1939 r.
Na czele: Tadeusz Kasprzycki, a na prawym skrzydle Bolesław Wieniawa-Długoszowski

Pierwszy Marsz został zorganizowany przez legionistów w 1924 w 10 rocznicę wymarszu „Kadrówki”. Jego uczestnikami byli członkowie Związku Strzeleckiego i żołnierze Wojska Polskiego. W okresie II Rzeczypospolitej Marsz był największym przedsięwzięciem organizowanym przez Związek Strzelecki. Rozpoczynał się 6 sierpnia i trwał trzy dni. Jego trasa prowadziła przez Michałowice, gdzie „Kadrówka” obaliła słupy graniczne państw zaborczych, Miechów i Jędrzejów. Marsz miał charakter zawodów sportowo – paramilitarnych. W każdym roku brało w nim udział kilkaset osób. W 1926 na mecie w Kielcach z uczestnikami marszu spotkał się Józef Piłsudski. Patronat nad Marszem sprawował m.in. prezydent RP Ignacy Mościcki. W okresie międzywojennym odbyło się 15 marszów (w 1934 r. Marsz z uwagi na powódź w Małopolsce został odwołany). W sierpniu 1939 rozpoczęcie Marszu połączone było z manifestacją patriotyczną na Błoniach Krakowskich, w których wzięło udział ponad 100 tysięcy osób, na czele z marszałkiem Edwardem Rydzem-Śmigłym. W pożegnaniu Marszu wzięło także udział pięciu uczestników powstania styczniowego.

### Lata 80.
W okresie powojennym Marsze były zakazane. Dopiero na fali wydarzeń początku lat 80., z inicjatywy środowisk niepodległościowych ziemi krakowskiej i kieleckiej powrócono do idei Marszu. Pierwszy Marsz powojenny odbył się w sierpniu 1981, a jego komendantem był płk Józef Teliga, oficer AK i działacz Solidarności. W Marszu uczestniczyło kilkadziesiąt osób, wśród nich żyjący legioniści i działacze opozycji (przede wszystkim Solidarności i KPN). Z inicjatywy uczestników XVI (1 po wojnie) Marszu, m.in. Wojciecha Pęgiela i Przemysława Witka, ustanowiono odznakę „Uczestnikowi Marszu Szlakiem Kadrówki” wzorowaną na odznace Pierwszej Brygady „Za Wierną Służbą”. W skład Kapituły Odznaki weszli m.in. gen. Mieczysław Boruta-Spiechowicz, płk Józef Herzog, mjr Tadeusz Brzęk Osiński oraz Wojciech Pęgiel, Przemysław Witek, Robert Kulak, Michał Chałoński i Roman Strzembała. Obecnie odznaka nadawana jest tym uczestnikom, którzy trzykrotnie pokonają trasę Marszu.
Mimo represji ze strony władz komunistycznych Marsze odbywały się nieprzerwanie do 1989 roku. Miały charakter demonstracji patriotycznej i niepodległościowej. Uczestniczyło w nich od kilkunastu (w stanie wojennym w 1982) do kilkudziesięciu osób. W 1984 wszyscy uczestnicy Marszu – blisko 80 osób – zostało aresztowanych przez SB pod Jędrzejowem. Wsparcia dla Marszu w tym okresie udzielał m.in. Kościół, środowiska kombatanckie, a także polskie ośrodki emigracji niepodległościowej w Londynie i Nowym Jorku. Marsz posiadał własną gazetę drugoobiegową „6 Sierpnia” redagowaną przez siedmiokrotnego komendanta marszu Wojciecha Pęgiela.

### Lata 90. i czasy współczesne
Po 1989 r. Marsz powrócił do formuły przedwojennej. Bierze w nim udział ponad 400 osób (rekordowa liczba uczestników – 498 osób uczestniczyło w Marszu w 2004 roku, kiedy przypadała 90 rocznica Czynu Legionowego). Uczestnicy pochodzą z różnych środowisk, są to m.in. członkowie Związku Piłsudczyków, organizacji strzeleckich, harcerze, młodzież ze szkół noszących imię Józefa Piłsudskiego, a także żołnierze WP z jednostek dziedziczących tradycje legionowe oraz młodzież z Wileńszczyzny i Podola, a także oficerowie 1 Korpusu Niemiecko-Holenderskiego z Munster. Marsz ma formułę zawodów sportowo-paramilitarnych. Uczestnicy biorą udział w marszu na orientację, zajęciach strzeleckich, kursach udzielania pierwszej pomocy przedmedycznej, konkursach historycznych. Odwiedzają także miejsca związane z walkami o niepodległość w czasie I i II wojny światowej, a także zwiedzają bezcenne zabytki na trasie Marszu m.in. Bazylikę Grobu Bożego w Miechowie, klasztor cystersów w Jędrzejowie, zamek w Chęcinach.
Marsz trwa od 6 do 12 sierpnia. Rozpoczyna się na krakowskich Oleandrach, a kończy w Kielcach pod pomnikiem „Czwórki Legionowej” i Pałacem Biskupów Krakowskich.

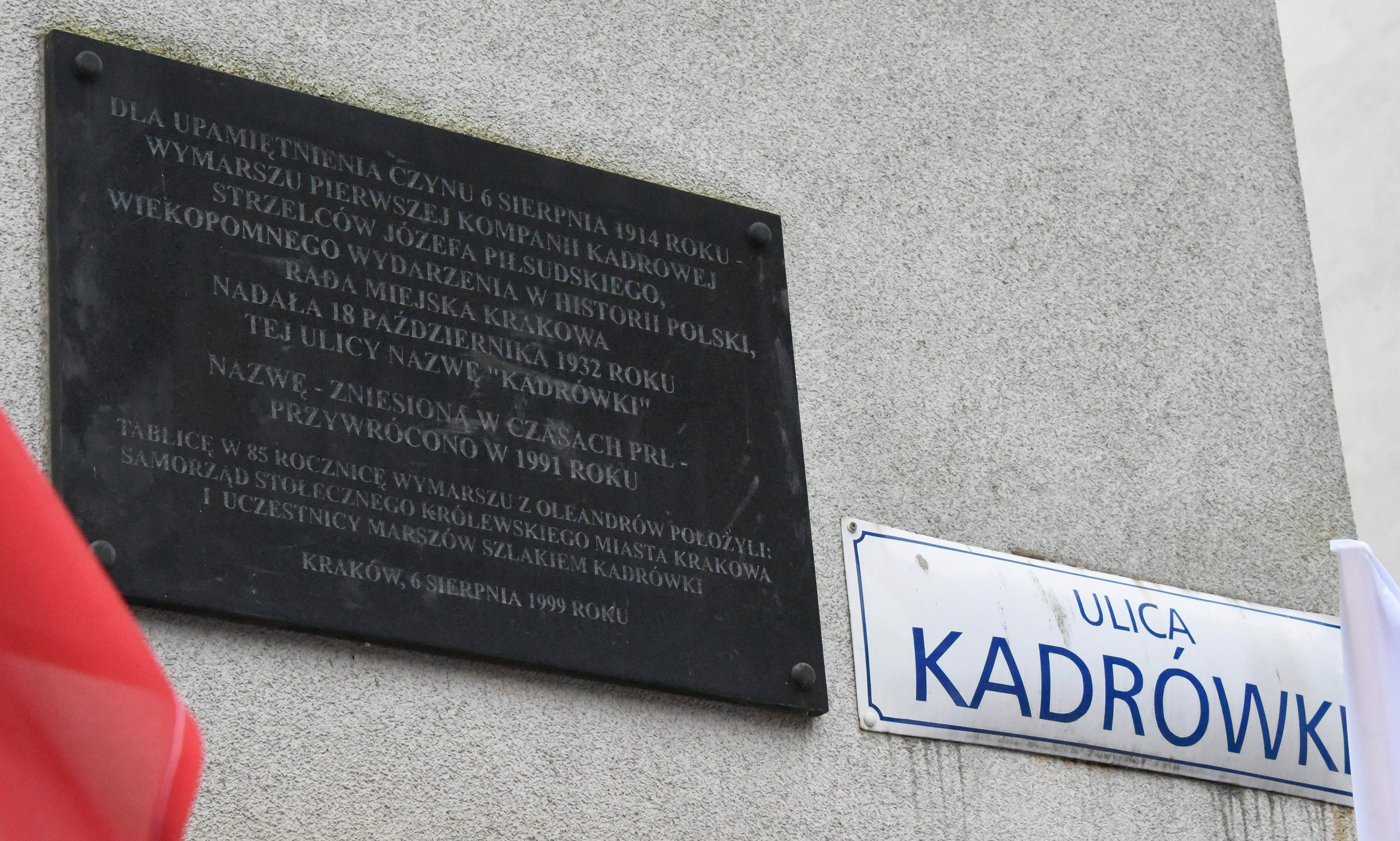
Tablica upamiętniająca wymarsz Pierwszej Kompanii Kadrowej z krakowskich Oleandrów

## Komendanci Marszu
- płk Józef Teliga (1981)
- Piotr Boroń i Wojciech Pęgiel (1982)
- gen. Mieczysław Boruta – Spiechowicz (1984)
- Wojciech Pęgiel (1986)
- Witold Tukałło (1987)
- Wojciech Pęgiel (1988–1990)
- Andrzej Fischer (1991)
- Michał Wnuk (1992)
- Andrzej Albiniak (1993)
- Andrzej Fischer (1994)
- Leszek Marcinkiewicz (1995)
- Wojciech Pęgiel (1996)
- Lucjan Muszyński (1997)
- kpt. Edmund Majchrowicz (1998)
- Jan Józef Kasprzyk (1999–2014) Honorowy Komendant Marszu – Tytuł nadany 10 sierpnia 2014 r. przez Zgromadzenie posiadaczy odznaki UMSK za wieloletnie prowadzenie Marszu Szlakiem „Kadrówki” – Związek Piłsudczyków
- Piotr Augustynowicz (2015) – Stowarzyszenie „Kadrówka”
- Dionizy Krawczyński (od 2016)  – 2016 – 2019 – Stowarzyszenie Rekonstrukcji Historycznych „Jodła”   – od 2020 – Stowarzyszenie: Marsz Szlakiem Pierwszej Kompanii Kadrowej

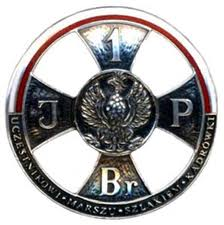
Odznaka Uczestnikowi Marszu Szlakiem Kadrówki

## Nagrody za udział w Marszu
- Odznaka Uczestnikowi Marszu Szlakiem Kadrówki za 3-krotny udział w Marszu.
- Medal Uczestnikowi Marszu Szlakiem Kadrówki za 10-krotny udział w Marszu.
- Szabla kawaleryjska za 25-krotny udział w Marszu

## Współorganizatorzy i honorowi patroni Marszu
Od 1999 do 2014 organizatorem Marszu jest Związek Piłsudczyków, a komendantem prezes Związku Jan Józef Kasprzyk. Honorowy patronat nad Marszem sprawowali: prezydent RP Lech Wałęsa w 1995 roku, prezes Rady Ministrów Jerzy Buzek w 1998 roku. W latach 1999–2009 honorowy patronat nad Marszem sprawowali ostatni prezydent II RP Ryszard Kaczorowski oraz w latach 2006–2009 prezydent RP Lech Kaczyński. Od 2011 roku honorowym protektorem Marszu jest Karolina Kaczorowska, małżonka ostatniego prezydenta RP na Uchodźstwie. W roku 2015 organizatorem Marszu było Stowarzyszenie „Kadrówka”, także w tym roku honorowy protektorat nad Marszem objął Krzysztof Jaraczewski, wnuk Józefa Piłsudskiego.

## Sponsorzy Marszu
Organizacja Marszu wspierana jest m.in. przez MON, MEN, Urząd do spraw Kombatantów i Osób Represjonowanych, Radę Ochrony Pamięci Walk i Męczeństwa, Instytut Pamięci Narodowej, Kasy Kredytowe SKOK, PKO Bank Polski i Narodowe Centrum Kultury.